# Charles W. Mills
Pour les articles homonymes, voir Mills et Charles Mills.
Charles Wade Mills est un philosophe jamaïcain né le 3 janvier 1951 et mort le 20 septembre 2021. Il est notamment connu pour ses travaux de philosophie politique autour de la blanchité et du contrat racial.

## Publications
- (en) The Racial Contract, Ithaca : Cornell University Press, 1997, DOI : 10.7591/9780801471353
- (en) From Class to Race: Essays in White Marxism and Black Radicalism. Lanham : Rowman & Littlefield , 2003.
- (en) Black Rights/White Wrongs: The Critique of Racial Liberalism. New York : Oxford University Press, 2017.
- Le contrat racial, traduit par Aly Ndiaye, Montréal, Mémoire d'encrier, 2023, 197 p., traduction française de The Racial Contract